# Mary Eastey
Mary Eastey (Inglaterra, 24 de agosto de 1634-Salem (hoy Danvers), Massachusetts, 22 de septiembre de 1692) fue una mujer condenada y ejecutada por brujería durante los Juicios de Salem, en el Massachusetts colonial.

## Antecedentes
Nacida Mary Towne, como una de los ocho hijos de William y Joanna Towne, hermana de las también acusadas Rebecca Nurse y Sarah Cloyce. En 1655 se casó con Isaac Eastey, un granjero y tonelero de Topsfield, nacido en Inglaterra el 27 de noviembre de 1627. Tuvieron once hijos: Joseph (1657-1739), Sarah (1660-1749), John, Isaac (1662-1714), Anna, Benjamin, Samuel, Jacob, Josuah, Jeffrey y Mary.

## Juicios
Al igual que sus hermanas, era una ciudadana respetada y piadosa y su acusación fue una sorpresa. Durante su examen el 22 de abril de 1692, Eastey juntó las manos y Mercy Lewis, una de las acusadoras, imitó el gesto y aseguró ser incapaz de separar sus manos hasta que Eastey soltó las suyas. Cuando Eastey inclinó la cabeza, las muchachas afligidas gritaron que quería partirles el cuello. Frente a su histeria, Mary Eastey se defendió con elocuencia, al punto que el juez Hathorne llegó a preguntar a las afligidas si estaban seguras de que era la mujer que las atormentaba.
Fue liberada el 18 de mayo. Sin embargo, el 20 de mayo Mercy Lewis afirmó que el espectro de Eastey la atacaba. Una segunda orden de arresto fue dictada y esa misma noche, Eastey fue sacada de su cama y devuelta a la prisión. Eastey y Cloyce escribieron una primera petición a la corte donde pedían, entre otras cosas, que no se tuviera en cuenta la "evidencia espectral" y se separara a las acusadoras antes de que declararan. Fue juzgada y condenada a muerte el 9 de septiembre.
Robert Calef en su Más maravillas del mundo invisible, describe la seria y emotiva despedida de Eastey de su familia antes de la ejecución, el 22 de septiembre junto a Martha Corey, Ann Pudeator, Alice Parker, Mary Parker, Wilmot Redd, Margaret Scott y Samuel Wardwell. Cotton Mather, para su posterior vergüenza, los describió como "ocho agitadores del Infierno". Antes de serle colocada la soga, Eastey rezó por el fin de la caza de brujas. Su hermana Rebecca Nurse había sido ahorcada el 19 de julio, pero Sarah Cloyce fue liberada en enero de 1693.

## Perdón
Robert Calef también publicó en su obra la segunda y última petición de Eastey, de la que se llegó a decir que ningún documento más conmovedor había sido nunca dirigido a un juez. En él, Mary no suplicaba por su vida, sino por las de los demás acusados falsamente. En 1711 la familia de Eastey fue recompensada por el gobierno con veinte libras por su ejecución injusta. Su viudo Isaac murió el 11 de junio de 1712.